# Giuseppe Montucci
Giuseppe Montucci (Siena, 1714 – 1767) è stato un ingegnere e cartografo italiano del Granducato di Toscana.

## Biografia
Giuseppe Montucci nacque a Siena nel 1714 da Pier Antonio, anch'egli ingegnere granducale e agrimensore.
Entrò al servizio degli enti statali governativi già al tempo del governo dei Medici; nel periodo della reggenza lorenese fu nominato "ingegnere dello Stato di Siena per Sua Maestà Imperiale in servizio delle comunità". Lavorò per molti anni come cartografo e agrimensore. Nel 1748 realizzò il cabreo acquerellato dei beni della commenda di San Pietro alla Magione, della congregazione gerosolimitana, mentre per conto dei Quattro Conservatori si occupò del disegno di un canale nel territorio di Rapolano.
Nel corso degli anni cinquanta del secolo operò di opere di regimazione idraulica in Valdichiana; contestualmente disegnò rilievi e piante per conto delle autorità ecclesiastiche a Monterongriffoli e Chiusure. Tra il 1756 e il 1758 fu a Grosseto, dove la locale mensa vescovile gli aveva commissionato la rappresentazione cartografica delle bandite in possesso destinate al pascolo. Sua una pianta della tenuta della Rugginosa (1756). Negli stessi anni realizzò le piante delle bandite di Massa Marittima, della località di Mota a Batignano e della bandita di Pereta.
Nel 1765 ricevette l'incarico da parte dell'Ufficio dei fossi di Grosseto e Giovanni Cristiano de Miller, visitatore generale della Maremma, di prendere parte ai lavori della prima grande opera di allivellazione che il governo lorenese aveva avviato nella provincia grossetana. Montucci effettuò le misurazioni dei terreni di proprietà dell'Opera del duomo di Grosseto, spartì i circa 9 000 ettari in trenta tenute e procedette alla rappresentazione cartografica dei vari appezzamenti, valutando per ognuno di loro la diversificazione delle colture; nell'operazione fu adiuvato dallo stimatore Gennaro Guasparrini. Le tenute vennero concesse ai principali allevatori e faccendieri grossetani o svernanti in Maremma (tra cui gli Andreini, Stefanopoli, Ponticelli, Bruschieri, Nerucci, Corsini) e ciò segnò la «base della formazione della rete di aziende agrarie e del ceto borghese di Grosseto».
Fu priore della Contrada dell'Oca in occasione del palio dell'8 luglio 1753. Sposato con Marianna Buonfigli, figlia del pittore Antonio, fu padre del sinologo Antonio Montucci. Morì nel 1767.